# Миграция населения

Сальдо миграции в 2008 году.Условные обозначения:
положительное
отрицательное
нулевое
нет данных

Условные обозначения: положительное
 отрицательное
 нулевое
 нет данных
Мигра́ция населе́ния (лат. migratio — переселение) — переселение людей из одного региона (государства) в другой, в ряде случаев большими группами и на большие расстояния.
Миграция населения — это любое территориальное перемещение населения, связанное с пересечением как внешних, так и внутренних границ административно-территориальных образований с целью перемены постоянного места жительства или временного пребывания на территории для осуществления учёбы или трудовой деятельности независимо от того, под превалирующим воздействием каких факторов оно происходит — притягивающих или выталкивающих.

## История

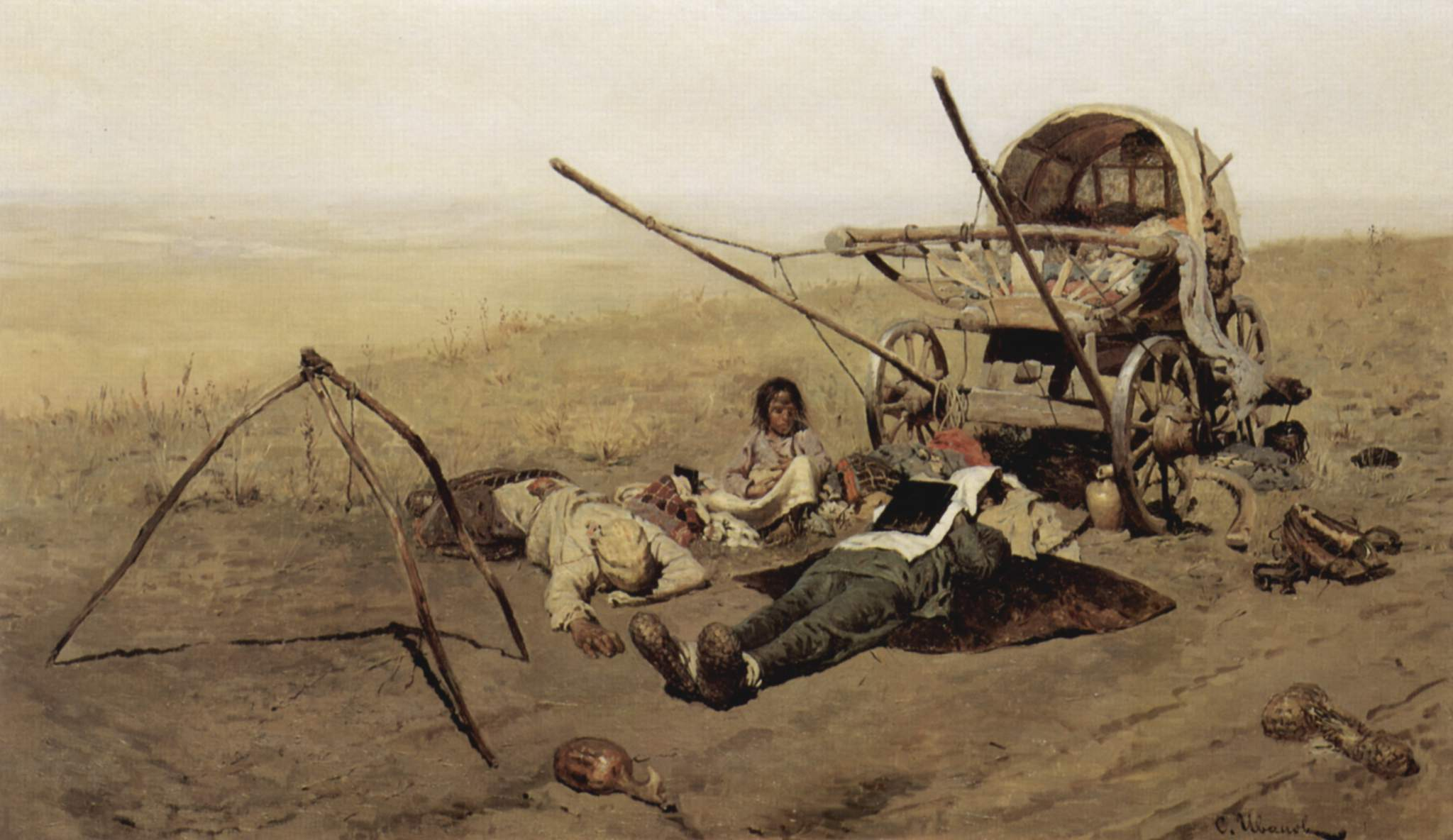
«В пути. Смерть переселенца», Сергей Иванов, 1889

Человечество, возникнув в Африке, постепенно расселилось по всему миру (последними из заселённых территорий стали острова Полинезии).
В XVI—XIX веках происходила массовая миграция жителей Европы в Америку, Южную Африку и Австралию, где было много свободных земель. Параллельно происходил завоз чернокожих из Африки в Америку в качестве рабов.
После Второй мировой войны ситуация изменилась: стала нарастать миграция из развивающихся стран в развитые. Сначала это была в основном репатриация европейцев из бывших колоний, а затем и коренные жители развивающихся стран стали всё в большем количестве прибывать в Европу и Северную Америку.

## Терминология
Люди, совершающие миграцию, называются мигрантами. Различаются внешние миграции (межконтинентальные, межгосударственные) и внутренние (внутри государства, страны — между регионами, городами, сельской местностью и так далее).
Лица, переселившиеся за пределы государства, страны — эмигранты, переселившиеся в данное государство, страну — иммигранты. Разница между численностью вторых и первых — миграционное сальдо — непосредственно влияет на численность населения государства, страны.
В понятие «миграция населения» различные исследователи вкладывают самый разнообразный смысл.

Английский учёный Э. Г. Равенштейн является автором одного из первых глубоких теоретических исследований в области миграции (1885 год). Изучив миграционные процессы в Великобритании и Северной Америке, Равенштейн сформулировал одиннадцать миграционных законов, на которых впоследствии базировались многие теории в области миграции. Основными являются следующие:
- больше всего миграций осуществляется на короткие расстояния;
- чем крупнее территориальный центр, тем более привлекательное влияние он оказывает;
- каждому миграционному потоку соответствует свой контр-поток;
- рост крупных городов в большей степени обусловлен миграцией населения, нежели естественным в нём приростом;
- масштабы миграции возрастают с развитием промышленности и торговли, и особенно с развитием транспорта;
- экономические причины миграции являются определяющими.

Количество определений «миграции населения» столько же, сколько и авторов этих определений. В. А. Ионцев насчитал только в отечественных публикациях около 36 различных определений. Основываясь на анализе зарубежной и отечественной литературы, В. Ионцев также разработал наиболее полную классификацию направлений в теоретическом осмыслении миграции населения. Она включает 17 различных подходов к изучению миграции населения, которые объединили, по его оценке, 45 научных направлений, теорий и концепций. Из них 5 теорий приходится на экономический подход, 5 — на социологический, 4 — на чисто миграционный, 3 — на демографический, 2 — на исторический, типологический, политический и по одному — на остальные девять подходов.
Миграция обеспечивает соединение территориально распределённых (по континентам, странам, регионам внутри стран) природных ресурсов и средств производства с рабочей силой, содействует удовлетворению потребностей населения в получении работы, жилья, средств к существованию, социально-профессиональной мобильности, изменении социального статуса, других характеристик жизненного положения населения и так далее.

## Статистика
| №  | Страна            | Количество мигрантов (млн чел.) |
| -- | ----------------- | ------------------------------- |
| 1  | США               | 50,7                            |
| 2  | Германия          | 13,1                            |
| 3  | Саудовская Аравия | 13,1                            |
| 4  | Россия            | 11,6                            |
| 5  | Великобритания    | 9,6                             |
| 6  | ОАЭ               | 8,6                             |
| 7  | Франция           | 8,3                             |
| 8  | Канада            | 8,0                             |
| 9  | Австралия         | 7,5                             |
| 10 | Италия            | 6,3                             |

Общая численность международных мигрантов в 2000 году составила более 175 млн человек, а их доля в населении Земли 2,9 %.
|                | 1993 | 2003 |                | 1993  | 2003  |
| -------------- | ---- | ---- | -------------- | ----- | ----- |
| Австрия        | 8,6  | 9,4  | Португалия     | 1,3   | 4,2   |
| Бельгия        | 9,1  | 8,3  | Финляндия      | 1,1   | 2,0   |
| Великобритания | 3,5  | 4,8  | Франция        | 6,31  | 5,62  |
| Германия       | 8,5  | 8,9  | Швейцария      | 18,1  | 20,0  |
| Дания          | 3,6  | 5,0  | Швеция         | 5,8   | 5,1   |
| Ирландия       | 2,7  | 5,6  | Австралия      | 22,9  | 22,8  |
| Испания        | 1,1  | 3,9  | США            | 8,2   | 12,1  |
| Италия         | 1,7  | 3,8  | Канада         | 16,14 | 18,25 |
| Нидерланды     | 5,1  | 4,3  | Новая Зеландия | 1,1   | 19,55 |
| Норвегия       | 3,8  | 4,5  | Япония         |       | 1,5   |

Согласно отчёту Международной организации по миграции, число международных мигрантов в 2010 году составило 214 млн человек или 3,1 % населения мира. Если рост этого показателя продолжится с прежней скоростью, то к 2050 году он достигнет значения 405 млн.
| Страна         | Общая численность иммигрантов | Регион происхождения иммигрантов | Регион происхождения иммигрантов | Регион происхождения иммигрантов | Регион происхождения иммигрантов | Регион происхождения иммигрантов | Регион происхождения иммигрантов | Регион происхождения иммигрантов | Регион происхождения иммигрантов | Регион происхождения иммигрантов | Регион происхождения иммигрантов | Регион происхождения иммигрантов |
| -------------- | ----------------------------- | -------------------------------- | -------------------------------- | -------------------------------- | -------------------------------- | -------------------------------- | -------------------------------- | -------------------------------- | -------------------------------- | -------------------------------- | -------------------------------- | -------------------------------- |
| Страна         | Общая численность иммигрантов | Западная Европа                  | Восточная Европа                 | Северная Америка                 | Латинская Америка                | Северная Африка                  | Тропическая Африка               | Восточная и Юго-Восточная Азия   | Южная Азия                       | Центральная Азия                 | Западная Азия                    | Австралия и Океания              |
| Германия       | 12006                         | 18,8                             | 40,8                             | 1,3                              | 1,9                              | 1,7                              | 1,8                              | 4,1                              | 1,1                              | 10,6                             | 17,8                             | 0,1                              |
| Россия         | 11643                         | 1,4                              | 39,7                             | 0,0                              | 0,0                              | 0,0                              | 0,0                              | 1,0                              | 0,1                              | 42,6                             | 15,2                             | 0,0                              |
| Великобритания | 8543                          | 20,5                             | 15,5                             | 3,6                              | 5,4                              | 1,5                              | 15,6                             | 10,4                             | 19,0                             | 0,9                              | 5,1                              | 2,5                              |
| Франция        | 7784                          | 28,3                             | 6,0                              | 1,0                              | 3,6                              | 36,0                             | 12,2                             | 5,5                              | 1,6                              | 0,1                              | 5,6                              | 0,1                              |
| Испания        | 5853                          | 20,1                             | 18,5                             | 0,8                              | 37,7                             | 13,2                             | 3,3                              | 3,6                              | 1,8                              | 0,1                              | 0,8                              | 0,1                              |
| Италия         | 5789                          | 13,4                             | 40,6                             | 1,4                              | 10,6                             | 12,2                             | 6,3                              | 6,5                              | 7,0                              | 0,3                              | 1,3                              | 0,4                              |
| Украина        | 4835                          | 5,9                              | 77,2                             | 0,1                              | 0,0                              | 0,0                              | 0,0                              | 0,4                              | 0,1                              | 11,6                             | 4,7                              | 0,0                              |
| Швейцария      | 2439                          | 55,6                             | 18,0                             | 2,2                              | 5,7                              | 2,0                              | 3,6                              | 3,9                              | 3,0                              | 0,4                              | 5,2                              | 0,4                              |
| Нидерланды     | 1979                          | 17,0                             | 12,2                             | 2,0                              | 18,3                             | 10,5                             | 5,8                              | 13,6                             | 2,5                              | 1,8                              | 15,6                             | 0,7                              |
| Швеция         | 1640                          | 27,1                             | 17,3                             | 1,6                              | 5,2                              | 1,8                              | 8,9                              | 8,1                              | 3,1                              | 2,4                              | 24,2                             | 0,3                              |
| Всего в Европе | 76106                         | 18,5                             | 34,5                             | 1,4                              | 6,1                              | 6,8                              | 5,4                              | 4,6                              | 3,7                              | 9,6                              | 8,9                              | 0,5                              |

Согласно докладу Департамента ООН по экономическим и социальным вопросам, опубликованном 11 сентября 2013 года, численность мигрантов в мире составила 232 млн человек или 3,2 % населения Земли. Самыми крупными в мире миграционными коридорами стали Мексика —  США с 13 млн мигрировавших (за январь — август 2013 гг.), Россия — Украина с 3,5 млн, Украина — Россия с 2,9 млн, а также Казахстан — Россия с 2,5 млн.
Официальные данные о миграции населения не всегда показывают полную картину происходящего. Так, официально не считаются мигрантами стажёры и студенты, прибывшие в другую страну для прохождения обучения, туристы, часть которых, въехав в страну по туристической визе, незаконно трудоустраиваются. Так же в основном никто не учитывает мигрантов, которые не регистрируются, притом, что целью их въезда часто является трудоустройство в стране назначения.
| №  | Страна     | Количество эмигрантов (млн чел.) |
| -- | ---------- | -------------------------------- |
| 1  | Индия      | 17,5                             |
| 2  | Мексика    | 11,8                             |
| 3  | Китай      | 10,7                             |
| 4  | Россия     | 10,5                             |
| 5  | Сирия      | 8,2                              |
| 6  | Бангладеш  | 7,8                              |
| 7  | Пакистан   | 6,3                              |
| 8  | Украина    | 5,9                              |
| 9  | Филиппины  | 5,4                              |
| 10 | Афганистан | 5,1                              |

## Классификация миграционного движения
Различные типы миграции включают:
- внешнюю и внутреннюю
- сезонную миграцию туристов и сельскохозяйственных рабочих;
- миграцию из сельской местности в города, происходящую в развивающихся странах в процессе индустриализации (урбанизация);
- миграцию из городов в сельскую местность, более распространённую в развитых странах (рурализация);
- кочевничество и паломничество
- временную и долгосрочную
- маятниковую
- приграничную или транзитную
- нелегальную

Классификация по формам:
- общественно организованное
- неорганизованное

Классификация по причинам:
- экономическая
- социальная
- культурная
- политическая
- военная

Классификация по стадиям:
- принятие решений
- территориальное перемещение
- адаптация

## Причины миграции
Причинами внутренних миграций являются поиск работы, улучшение жилищных условий, повышение уровня и изменение образа жизни . Внутренние миграции особенно распространены в странах с обширной территорией, разнообразными природно-климатическими и экономическими условиями. В странах с обширной территорией значительное место занимают сезонные миграции рабочей силы — временные перемещения рабочей силы в сельскую местность для выполнения сезонных и сельскохозяйственных работ, и из сельской местности временное сезонное перемещение в город — отходничество.
Основной причиной международной миграции является экономическая: разница в уровне заработной платы, которая может быть получена за одинаковую работу в разных странах мира. Нехватка специалистов той или иной профессии в определённом регионе повышает заработную плату для этой профессии и, соответственно, стимулирует приток мигрантов. Для внешних миграций рабочей силы характерным является увеличивающийся удельный вес в её составе высококвалифицированных специалистов. Начало данной форме миграции было положено в 1930-х годах, когда США получили возможность отбора учёных-беженцев из нацистской Германии. На современном этапе главные направления миграции высококвалифицированных специалистов — из стран Восточной Европы в США, Канаду, ряд стран Западной Европы.
Отчасти миграция обусловлена такими причинами как войны (эмиграция из Ирака, Боснии, Афганистана, Сирии в США, Великобританию и Европу), политические конфликты (эмиграция из Зимбабве в США) и природные катастрофы (миграция из Монтсеррата в Великобританию из-за извержения вулкана).
Вынужденная миграция может служить средством социального контроля авторитарных режимов, тогда как добровольная миграция является средством социальной адаптации и причиной роста городского населения.

## Последствия миграции
Миграция является довольно сложным и противоречивым процессом. Имея ряд плюсов и позитивных результатов для развития принимающих и отправляющих стран, она ведёт и к негативным последствиям. Чем больше население страны вовлечено в миграционные процессы, тем острее проявляются его последствия. Так, например, миграция способствует повышению материального благосостояния семей, но в то же время сохранение семьи и воспитание детей затрудняется отсутствием одного или обоих родителей.
Помимо политических, демографических и экономических последствий, широкомасштабная миграция может иметь и санитарно-эпидемиологические последствия.

### Распространение инфекционных заболеваний и паразитов
После распада СССР рост числа беженцев и трудовых мигрантов ухудшил санитарно-гигиеническую ситуацию в России. Произошёл рост заболеваемости полиомиелитом, дифтерией и коклюшем. Увеличение заболеваемости дифтерией сопровождалось высокой летальностью. По сравнению с 1987 г., заболеваемость педикулёзом 1992г возросла в 5-6 раз.
Неудовлетворительная санитарно-эпидемиологическая ситуация в ряде стран и регионов РФ, и приток мигрантов из этих мест, сохранили тенденцию завоза инфекционных заболеваний и паразитов. По данным зафиксированы многочисленные случаи завоза малярии, кишечных гельминтов, аскаридоза, дифиллоботриоза, и др. Наибольшее количество заболевших зарегистрировано в Москве, Санкт-Петербурге, Республике Саха (Якутия), Ханты-Мансийском автономном округе, Краснодарском крае. Причём в 1999—2002 в Москве и ряде регионов РФ вся заболеваемость аскаридозом, описторхозом, дифиллоботриозом и трихоцефалезом формировалась за счёт завозных случаев.
Завозные случаи трихоцефалеза выявлены также у ~10 % рабочих, беженцев и переселенцев из стран ближнего зарубежья — Украины, Азербайджана, Армении, Молдовы, Казахстана, Киргизии, Таджикистана, Узбекистана и др. У лиц, торгующих на рынках в Москве, и приехавших из стран СНГ и регионов РФ, выявлено ~7 % завозных случаев трихоцефалеза.
Прибытие инвазированных геогельменитами может создать на территории РФ новые очаги гельминтозов.
По данным, неблагополучная эпидемическая обстановка по холере имелась в Казахстане, Узбекистане, Туркменистане и Таджикистане. В 2003 г. зарегистрировано 533 случая заболевания малярией; завоз осуществлялся из стран ближнего зарубежья — Азербайджана и Таджикистана (торговцы рынков, коммерсанты). При этом организация противоэпидемических мероприятий может быть затруднена из-за того, что, например, длительность авиаперелёта как правило превышает длительность инкубационного периода большинства заболеваний; в транспортных средствах система вентиляции может способствовать распространению микроорганизмов среди скопления людей, а на ранней стадии клиническая картина многих болезней схожа.
По данным распространённость туберкулёза среди мигрантов значительно выше, чем среди коренного населения РФ. Это объясняется тем, что в странах, откуда они приехали, туберкулёз встречается часто (а в Узбекистане доля случаев заболевания туберкулезом с множественной лекарственной устойчивостью составляет 23% всех регистрируемых случаев; причём в северо-западной части страны в 2010-2011 гг. - до 40% от числа новых случаев, и до 75% от числа ранее выявленных случаев); нередко мигранты проживают скученно, и имеют ограниченный доступ к медицинской помощи (~22 % практикует самолечение; в Москве, Волгограде, Тамбове и Оренбурге 92 % не имели медицинской страховки). Рассматривая проблему финансирования оказания медицинской помощи мигрантам (включая нелегальных и безработных), авторы отмечают, что сейчас власти в РФ считают необходимым для обеспечения медицинской помощи, выходящей за пределы экстренных ситуаций, использовать приобретение полиса добровольного медицинского страхования. Но он не покрывает расходов на лечение таких заболеваний, как туберкулёз. В 2014 г. 67-я сессия ВОЗ приняла Глобальную стратегию по противодействию туберкулёзу, которая призывает облегчить доступ мигрантам к медицинской помощи вне зависимости от их статуса (то есть, фактически — из бюджета, формируемого за счёт отчислений коренных налогоплательщиков). Однако это предложение вызвало негативную реакцию у части представителей властей (в ЕС), и политиков:
«Мы считаем такую ситуацию несправедливой по отношению к британским налогоплательщикам: временные мигранты не оказывают финансовой поддержки Национальной Службе Здравоохранения, в то время как постоянные жители делают отчисления в пользу НСЗ в течение всей своей трудовой жизни в Великобритании». В конечном счёте, те медучреждения, которые лечат больных туберкулёзом (не входящих в систему НСЗ), всё же стали получать компенсацию расходов из бюджета. Авторы статьи предложили обеспечить финансирование лечения мигрантов в РФ за счёт средств межгосударственной системы медицинского страхования, что позволило бы снизить риск распространения инфекционных заболеваний в РФ , и обеспечить лечение мигрантов. Они аргументируют это тем, что многие мигранты выезжают в РФ при поддержке властей страны проживания, и платят там отчисления для содержания (местной) системы здравоохранения. Однако на момент написания статьи такой механизм отсутствовал.
В Санкт-Петербурге были выявлены штаммы туберкулёза, не поддающиеся лечению. При этом, по данным английских медиков, оказалось, что возможности флюорографии по выявлению заболевания ограничены. Не пресекаемая властями торговля медицинскими книжками делает прохождение медосмотров бессмысленной формальностью.
Поскольку в РФ регулярные медосмотры проходят порядка 10 % мигрантов, это повышает риск распространения различных заболеваний: ВИЧ, кори, энцефалита, брюшного тифа, оспы.

## Современные тенденции международной миграции
- рост нелегальной миграции (ярко выраженный трудовой характер);
- рост вынужденной миграции (больше всего из Африки, Ближнего и Среднего Востока; из-за увеличения вооружённых конфликтов в мире, обострения межнациональных отношений; 80 % беженцев бегут в развивающиеся страны; женщины и дети создают дополнительную экономическую нагрузку на принимающие страны, которые требуют денежных затрат);
- увеличение демографической значимости международной миграции (в России международная миграция играет ведущую роль в демографическом развитии страны; в развитых странах та же самая тенденция);
- глобализация мировых миграционных потоков (почти все страны вовлечены; определились страны с преобладанием иммиграции и страны с преобладанием эмиграции);
- качественные изменения в потоке миграции (увеличение доли лиц с высоким уровнем образования, многие страны имеют специальные программы, чтобы человек оставался там как можно дольше — США, Франция, Канада, Швеция);
- двойственный характер миграционной политики (ужесточение и регламентация миграционной политики против эмиграции; в то же время определяющая составляющая миграционной политики — иммиграция).

Большое количество мигрантов принимают страны-экспортёры нефти на Ближнем Востоке, в которых 70 % рабочей силы составляют иностранцы. Также высокий показатель миграционного сальдо у стран Латинской Америки (Аргентина, Бразилия, Венесуэла), Юго-Восточной Азии (Сингапур, Гонконг, Япония), Африки (ЮАР), а также Израиль имеет хороший миграционный поток из России.
Поставщиками рабочей силы на мировом рынке в настоящее время являются Индия, Пакистан, Вьетнам, Алжир, Мексика, Ирландия, Турция, СНГ.

## Научные подходы к изучению миграции
- Демографический подход

Изучает миграцию с точки зрения воспроизводства и сохранения человеческих популяций, их численности, поло-возрастной структуры. Процессы, происходящие в этой области, тесно связаны с демографической безопасностью страны (А. Сови, А. Ландри, Ф. Ноутстейн, Д. И. Валентей, А. Я. Кваша, Б. С. Хорёв и др.).
- Экономический подход

Наиболее универсальный подход. Рассматривает миграцию как один из важнейших регуляторов численности трудоспособного населения, который стимулирует здоровую конкуренцию на рынке рабочей силы. Большинство видов миграций обусловлены экономической необходимостью и в той или иной мере связаны с рынком труда (А. Смит, Т. Мальтус, К. Маркс, Дж. Кейнс и др.). Среди российских специалистов, исследовавших миграцию в рамках этого подхода — Л. И. Абалкин, Г. С. Витковская, Ж. А. Зайончковская, Л. Л. Рыбаковский, А. В. Топилин.
- Юридический подход

Определяет правовой статус разных категорий мигрантов. Направлен на разработку правовых норм и законодательных актов, регулирование основных прав мигрантов (В. И. Мукомель, Э. А. Паин и др.).
- Социологический подход

Основное внимание уделяет проблемам, связанным с адаптацией мигрантов к новым условиям жизни. Другое понимание роли социологического подхода раскрыто в работе Т. Н. Юдиной «Социология миграции», где подчёркивается роль социологии как интегративной науки и высказывается необходимость создания целостной специальной социологической теории миграции.
- Исторический подход

Исследования истории миграционных движений того или иного региона с применением историко-демографических исследований, описывающих миграцию в контексте исторической эволюции демографических процессов (Д. К. Шелестов, В. М. Кабузан, В. А. Ионцев и др.).
- Психологический подход

Основной акцент падает на мотивационную природу миграции. Миграция рассматривается как способ удовлетворения ряда социальных потребностей, в том числе и потребности в самоутверждении (В. И. Переведенцев, Т. И. Заславская, В. М. Моисеенко и др.).
- Историко-биологический подход

В основном разработан российскими учёными Л. Н. Гумилёвым и другими. Основным понятием в подходе Гумилёва является пассионарность. Пассионарность как характеристика поведения — активность, проявляющаяся в стремлении индивида к цели (часто — иллюзорной). Пассионарный признак — генетический признак, передаваемый по наследству и лежащий, согласно гипотезе Л. Гумилёва, в основе феномена пассионарности как черты конституции человека. Пассионарии (носители этого признака) отличаются особо активным миграционным поведением, их процент в этносе во многом определяет миграционное движение всего этноса. Например, вторая половина XVI века в России — это эпоха высокой пассионарной энергии великороссов, результатом которой была невиданная экспансия на восток. Другие примеры: начало Великого переселения народов, арабские завоевания, походы викингов и так далее.
Разработанный российским учёным А. В. Юриным исторический подход выделяет три основных этапа в развитии миграции населения в Европе со Времён Великих географических открытий по настоящее время.
1. Первый этап завершился к середине XX века, когда Европа была основным регионом оттока населения.
2. Второй период — середина 1950-х — конец 1990-х годов — характеризует Европу как крупнейший в мире центр массового неконтролируемого привлечения иностранной рабочей силы в низкооплачиваемые и не престижные сферы деятельности.
3. Третий период, с конца 1990-х по настоящее время, — период активного регулирования и ограничения иммиграции в Европу, когда предпочтение отдаётся высококвалифицированной рабочей силе.

Для теоретической оценки объёмов миграции может использоваться гравитационная модель. Гравитационная модель миграции — теоретическая модель, сходная с ньютоновским законом притяжения и применяющаяся в урбанистике, которая используется для предсказания темпов миграции между двумя регионами. Закон Ньютона гласит: «Любые два тела притягиваются друг к другу с силой, пропорциональной произведению их масс и обратно пропорциональной квадрату расстояния между ними». Географическая интерпретация этого закона использует замену понятий «тела» и «массы» понятиями «регионы» и «значимость», где значимость может быть измерена в единицах численности населения, объёма валового продукта или другой подходящей величины. Гравитационная модель миграции базируется на идее о том, что с увеличением значимости регионов движение людей между ними возрастает, а с увеличением расстояния, при прочих равных условиях, — падает.

## Экзистенциальная миграция
Экзистенциальная миграция — концепт, возникший в результате феноменологических исследований жизни добровольных мигрантов, оставивших свои дома исключительно из желания жить в чужой стране. Целью такой миграции является в сущности познание неких аспектов человеческого бытия, которые не могут быть познаны другим путём. Исследования, проведённые посредством интервьюирования, выявили ряд мотивов, лежащих в основе этого: стремление более полно реализовать свой потенциал, стремление к свободе и независимости, открытость новому опыту, восприятие своей инаковости как стимула к расширению самосознания. Среди этой группы людей наблюдается отчётливое предпочтение всего странного и чужеродного всему знакомому и традиционному.

## Правовое регулирование миграции

### В Российской Федерации
В России действуют законы о въезде в страну и выезде из неё, о правовом статусе иностранных граждан в Российской Федерации, о гражданстве РФ.
Практически осуществляет миграционное регулирование в России Главное управление по вопросам миграции МВД РФ. Оно стало правопреемником Федеральной миграционной службы при МВД РФ, а она сменила паспортно-визовую службу по оформлению внутренних и заграничных паспортов для граждан России, виз и регистрации иностранцев.
В СССР существовали параллельно паспортные столы при отделениях милиции для выдачи паспортов и прописки граждан СССР и отделы виз и регистрации иностранцев (ОВИР) районных отделов внутренних дел, выдававшие и советским гражданам разрешения на выезд из страны, заграничные паспорта.